# Jana Fabiánová
Jana Fabiánová (Yanna Fabian, narozená jako Linda Nemejovská, (* 11. března 1977 Praha) je česká zpěvačka, herečka, textařka, tanečnice a módní návrhářka.

## Životopis
Jana Fabiánová je dcerou zpěvačky a herečky Nadi Urbánkové a profesora angličtiny, překladatele a textaře Jana Nemejovského. V dětství navštěvovala hodiny tance, hry na klavír, zpěvu a soukromě studovala herectví u režisérky Evy Sadkové.
Po maturitě na střední škole byla přijata ke studiu germanistiky na Filozofické fakultě Univerzity Karlovy v Praze. Současně studovala učitelství náboženství, etiky a filosofie na Husitské teologické fakultě Univerzity Karlovy v Praze. Při studiu si přivydělávala např. jako tanečnice, vizážistka, hrála epizodní role ve filmech, překládala a vyučovala německý jazyk. Vysokoškolská studia nedokončila. V tutéž dobu zvítězila v soutěži Rozjezdy pro hvězdy, která jí otevřela dveře do českého showbusinessu.
Roku 2002 se seznámila s DJ Neo a začali společně tvořit. Jana si úředně nechala změnit jméno, aby na uměleckém poli nebyla spojována s matkou. Společná tvorba v duu s DJ Neem byla charakteristická poetickými texty a melodickou popovou linkou. Jejich skladby by se daly označit za klubovou elektroniku. V témže roce Jana upoutala pozornost veřejnosti úspěchem v soutěži TV Nova Rozjezdy pro hvězdy. V červnovém finále vítězů dokonce předstihla v té době téměř neznámou Anetu Langerovou. Zvítězila a úspěch jí přinesl smlouvu s nahrávací společností EMI Czech republic na tři alba. První deska Zamilovaná ničitelka vyšla na podzim 2003. Z té se na rozhlasovém trhu uchytil singl „Nostalgie“ (nejhranější skladba českými rádii na podzim 2003 [zdroj?]).
V roce 2004 se objevila ve filmu Bolero režiséra F. A. Brabce. Dostala možnost předvést herecký talent v roli korunního svědka a zároveň podezřelé z vraždy Lucie Medkové. Druhé hudební album Život je video inspirované hudbou 80. let 20. století při porovnání s debutem tolik úspěšné nebylo. Jana se pomalu odkláněla od popové tvorby a začala spolupracovat s Jazzappeal Bandem. V roce 2006 byla jejich produkce zdokumentována záznamem živého charitativního koncertu, který vyšel jako deska Jazz Memories (Live Concert and Aid from Prague). Nahrávka obsahuje slavné jazzové standardy (např. „Cheek to cheek“, „My funny Valentine“, „Georgia on my mind“...) proslavené Ellou Fitzgerald, Frankem Sinatrou či Rayem Charlesem aj. V roce 2008 nahrála v rámci festivalu Jazz na Hradě pět skladeb na album Young Female Jazz Vocalists (Multisonic).
V roce 2009 vydala vánoční jazzové album Jazzy Christmas (vyd. RIGPA), na němž se podíleli hudebníci Radek Krampl, Petr Dvorský a Tomáš Reindl, s nimiž vystupovala také v experimentálním projektu THEA. Jako textařka a spoluautorka hudby dlouhodobě spolupracuje s producenty Yogi Rulez a Kubátko na hudebních projektech, které snoubí acid jazz, trance a další formy elektronické hudby. 
Od roku 2012 žila a vystupovala v USA v Los Angeles, od roku 2016 byla vokalistkou amerického hudebního projektu The Infinite Seas losangeleského producenta Dina Bose.
V říjnu 2021 v reakci na oznámení o plánovaném vyznamenání psychiatra Jana Cimického prezidentem Milošem Zemanem na svou čest prohlásila, že ji psychiatr sexuálně napadl ve své ordinaci, když jí bylo 22 let a hledala u něj pomoc po rozvodu. Psychiatr obvinění odmítl a uvedl, že je nechápe. V říjnu 2022 policie navrhla obžalobu Cimického ze znásilnění a vydírání pacientek, čehož se měl dopustit ve 28 případech.

## Divadlo
- Divadlo Kalich – Touha (Romana/Fantomima), Bílý Dalmatin (Čarodějnice, Opička Ola a Prasátko), Jack Rozparovač (Glórie a Annie)
- Divadlo Semafor – Pension Rosamunda (Betty), Pokušení Sv. Antonína (Ďáblice), Lysistrata (Kleoniké), Ten čtvrtek platí (Klaudie), Život je náhoda v obnošený vestě (Pes Bobina), Dal si růži do polívky, Kytice (Bludička)
- Národní divadlo – Dobře placená procházka (Krásná dívka)
- Národní divadlo moravskoslezské – Mam'zelle Nitouche (Denise De Flavigny)
- Divadlo na Vinohradech – Donaha! (Joanie)
- Theatrum Elysium (USA) – The Vanek Trilogy (Vera)
- Santa Monica Playhouse (USA) – Smoke and Mirrors (Bessie Houdini)
- The Complex (USA) – Charming (Morgana)
- Magic Castle Hollywood (USA) – Haunted Illusion (The Spirit)
- The Visceral Theater Company Hollywood (USA) – Kill Me! (Paranoia)
- Fringe Festival Hollywood (USA) – Tomahawk (Ashley)
- Fringe Festival Hollywood (USA) – Charming (Morgana)

## Ocenění
- Vítěz soutěže Rozjezdy pro hvězdy 2003, TV Nova
- 2003 Český slavík Objev TV Nova za rok 2003
- 2010 Vítěz celoroční soutěže Startér Rádia Wave s projektem Yogi Rulez
- 2017 Nominace Hollywood Music in Media Awards (USA) s projektem The Infinite Seas v kategorii Alternativní rock
- 2018 Akademia Music Awards (USA) Cena za nejlepší skladbu „Dark Lightning“ v kategorii Alternativní rock s projektem The Infinite Seas
- 2018 Clouzine Music Awards (USA) Cena za nejlepší skladbu „Dark Lightning“ v kategorii Alternativní rock s projektem The Infinite Seas

## Diskografie
- 2003 Zamilovaná ničitelka – EMI, CD
- 2005 Život je video – EMI, CD (podtitul: The 80's Come Back)
- 2006 Jazz Memories (Live Concert and Aid from Prague) – Areca Multimedia EAN 8595068 186374, CD
- 2008 Young Female Jazz Vocalists - Multisonic, CD
- 2010 Jazzy Christmas, RIGPA, CD

## Kompilace
- 2007 CZ Superhity 2005/2 – EMI, CD – 13. Život je video
- 2006–2009 Almanach Divadla SeMaFor
- 2008 Touha, soundtrack k muzikálu Mirjam a Daniela Landových
- 2009 Bílý Dalmatin, soundtrack k muzikálu režisérky Mirjam Landa

## Filmografie
- 2000 Anne Frank the Whole Story
- 2001 Den, kdy nevyšlo slunce
- 2004 Bolero
- 2014 In Control